# Уитни, Мэри Уотсон
Мэри Уотсон Уитни (англ. Mary Watson Whitney, 11 сентября 1847 — 20 января 1921) — американский астроном. В течение 22 лет руководила обсерваторией в Вассар-колледже.

## Биография
Мэри Уотсон Уитни родилась в 1947 г. в Уолтеме, Массачусетс. Её родителями были Мэри Уотсон Крехор и Сэмюэл Баттрик Уитни. Её отец занимался недвижимостью и был достаточно состоятелен, чтобы оплатить хорошее образование для дочери.
Мэри поступила в уолтемскую школу, в которой добилась больших успехов в математике. По окончании школы в 1863 г. она ещё год обучалась в частном порядке и в 1865 г. поступила в Вассар-колледж. Там она познакомилась с другим астрономом Марией Митчелл. Она окончила колледж в 1865 г. К тому времени её отец умер, а брат погиб на море.
В 1869—1870 гг. Мэри обучалась кватернионам и небесной механике у Бенджамина Пирса в Гарвардском университете. По тем временам женщины к обучению в Гарварде не допускались, и Мэри училась там на правах гостьи. Получив магистерскую степень в Вассар-колледже (1972 г.), Мэри отправилась в Цюрих, где продолжила учить математику и небесную механику.
Вернувшись из Швейцарии, Мэри некоторое время работала преподавательницей математики в школе в Уолтеме, после чего стала ассистенткой Марии Митчелл в Вассар-колледже. В 1888 г., после того, как Мария Митчелл ушла в отставку, Мэри стала профессором и работала руководителем обсерватории вплоть до 1915 г. Она входила в число членов Американской ассоциации содействия развитию науки. Во время работы в обсерватории Мэри вела исследования двойных звёзд, переменных звёзд, астероидов, комет и измерениями с помощью фотопластин. Под её руководством были опубликованы 102 научные работы. Её ассистенткой была Кэролайн Фёрнесс.
Мэри Уотсон Уитни скончалась в 1921 г. от пневмонии в возрасте 73 лет.